# 朱昌杰
朱昌杰（1957年6月—），山东东明人，汉族，中华人民共和国政治人物，曾任新疆维吾尔自治区人民政府副主席，自治区党委政法委副书记，自治区公安厅党委书记、厅长。1976年10月参加工作，1985年4月加入中国共产党，毕业于塔里木农垦大学农学系农学专业。